# Lago di Annecy
Il lago di Annecy (in francese lac d'Annecy) è un lago in Alta Savoia, in Francia.
È il secondo del paese in superficie, dopo il lago del Bourget (eccetto la porzione francese del lago di Ginevra). Il lago blu, noto per essere "il più pulito d'Europa", a causa di severe regolamentazioni ambientali in vigore sin dagli anni sessanta, è un'importante meta turistica per gli sport acquatici.
Il lago di origine glaciale si formò circa 18.000 anni fa ed è alimentato da diversi corsi d'acqua montani (Ire, Eau morte, Laudon, Bornette e Biolon), e da una potente fonte sommersa, il Boubioz, che affiora a 82 m di profondità.

## Località sul lago

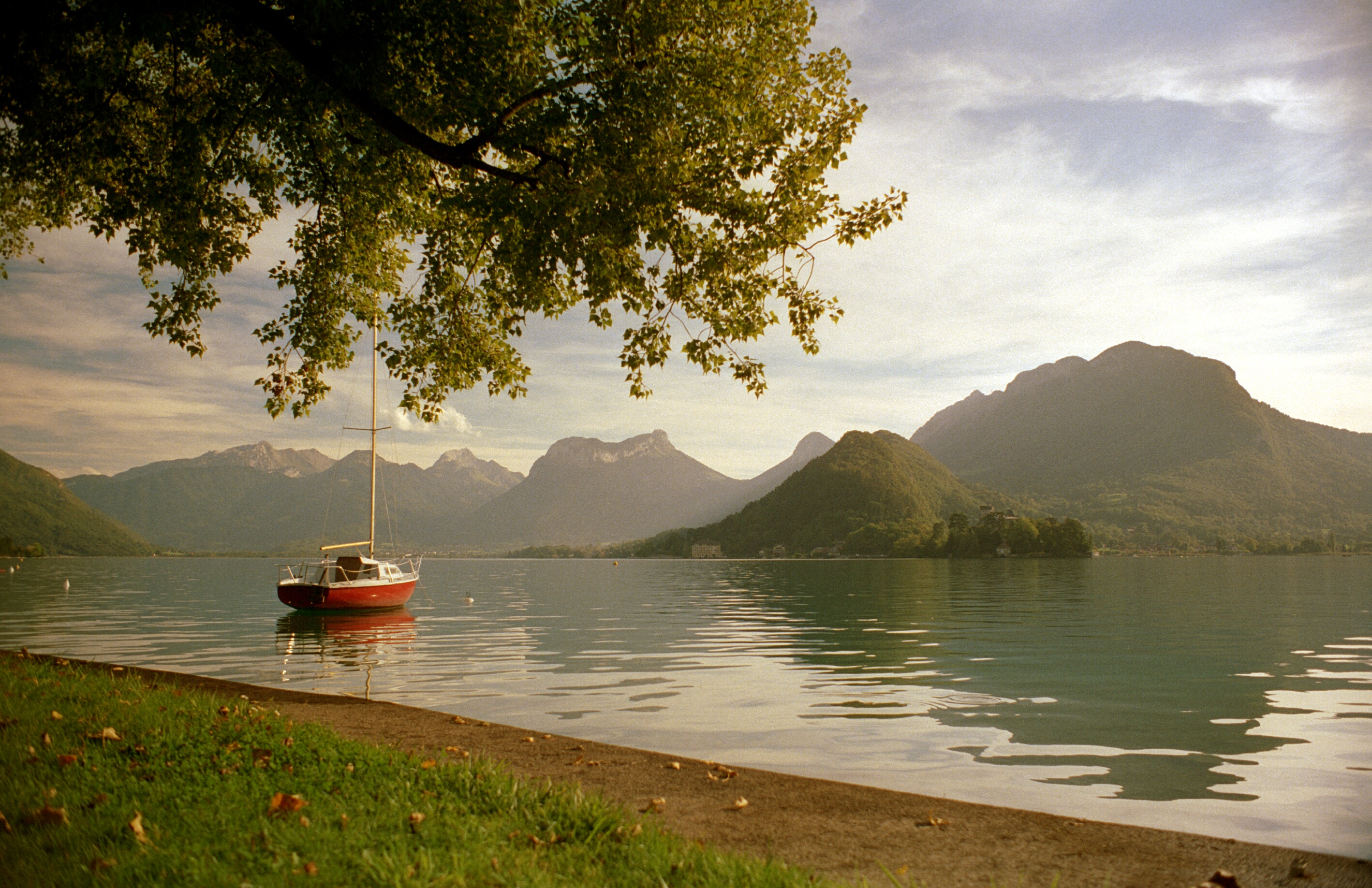
Il lago da Talloires

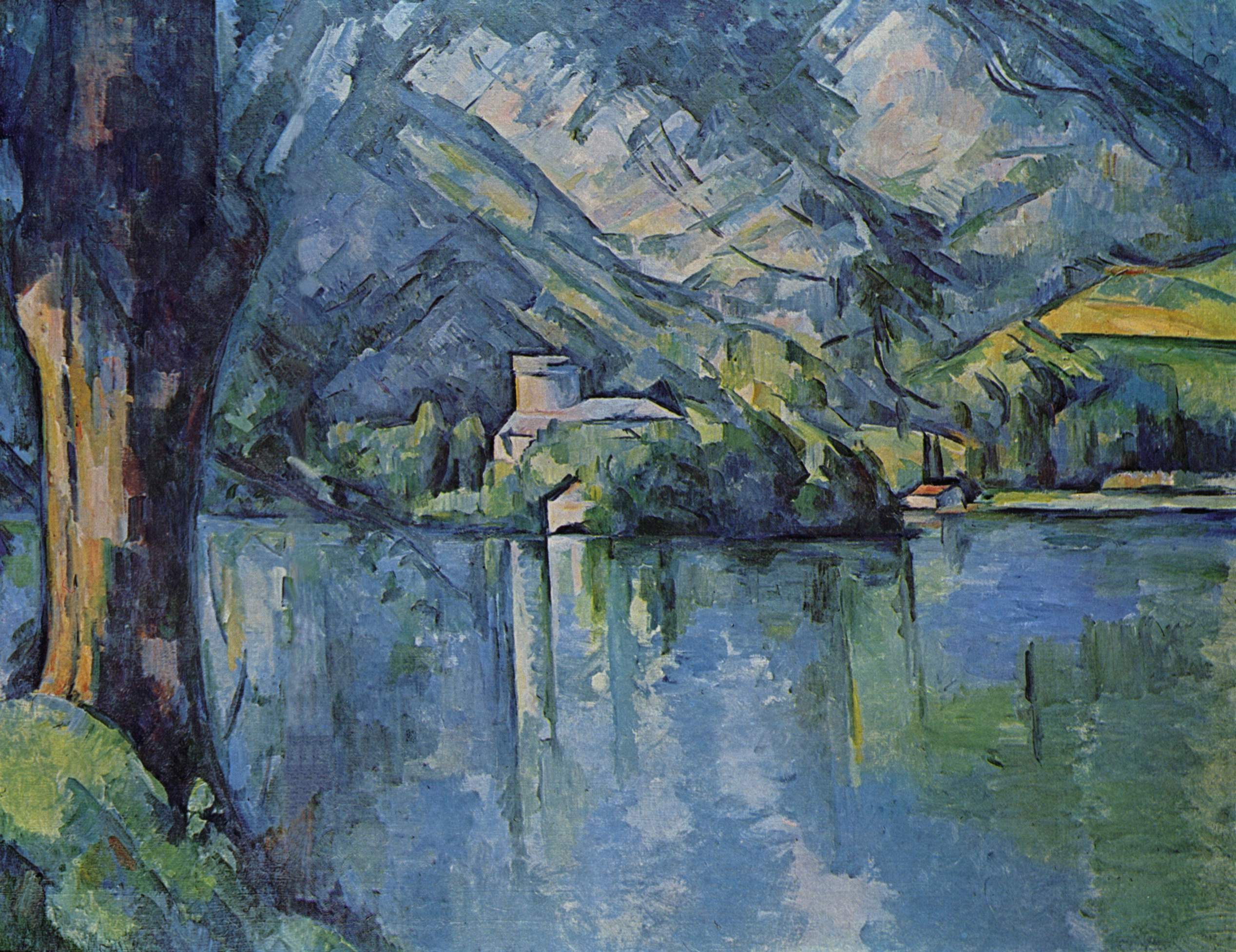
Paul Cézanne. Le lac bleu, 1896.

- Annecy
- Annecy-le-Vieux
- Doussard
- Duingt
- Lathuile
- Menthon-Saint-Bernard
- Saint-Jorioz
- Sevrier
- Talloires
- Veyrier-du-Lac